# Тамвортский манифест
Тамвортский манифест — политический манифест, изданный сэром Робертом Пилем в 1834 году в Тамворте, который считается важным документом в истории современной Консервативной партии Великобритании, заложившим её базовые принципы. Он также стал отправной точкой процесса преобразования партии тори в современную Консервативную партию.

## Обстоятельства публикации
В ноябре 1834 года, король Вильгельм IV отправил в отставку правительство вигов, возглавляемое премьер-министром Лордом Мельбурном и предписал Герцогу Веллингтону сформировать новый кабинет. Веллингтон отказался и рекомендовал королю Роберта Пиля.
Скорее всего благодаря поддержке Веллингтона, Пиль предполагал с самого начала убедить страну и избирателей в том, что существует существенная разница между его версией консерватизма и версией его предшественника на посту премьер-министра и «старого тори» Веллингтона.
Именно с этой целью 18 декабря был опубликован Тамвортский манифест в прессе, став доступным широким массам по всей стране. Как и большинство прочих политических манифестов в Британии XIX века, формально он являлся обращением к избирателям в парламентском округе лидера партии, однако получил широкую огласку. В любом случае выборы в округе Тамворта (январь 1835 год) были безальтернативными ввиду того, что Пиль и его брат были единственными кандидатами, поэтому и прошли в парламент.

## Основные положения манифеста
Главной целью было обращение к избирателям нового парламента.
- Пиль признавал, что избирательная реформа 1832 года была «финальным и неотменяемым урегулированием важнейшего конституционного вопроса».
- Он обещал, что консерваторы проведут «внимательную ревизию институций, гражданских и церковных».
- Там, где будут обнаружены основания для изменений, он обещал «исправление подтвержденных нарушений и устранение подлинных оснований для жалоб».
- Пиль предложил рассмотрение возможности церковной реформы с тем, чтобы защитить «подлинные интересы Государственной религии (the Established religion)».
- Однако он выступил против того, что он рассматривал как ненужные перемены, страшась «вечного вихря смятения».

## Для дальнейшего чтения
- Adelman, Paul. Peel and the Conservative Party, 1830—1850 (Longman, 1989)
- Gash, Norman. Sir Robert Peel: The Life of Sir Robert Peel after 1830 (1972).